# Савари, Анн Жан Мари Рене
Анн Жан Мари Рене Савари, герцог Ровиго (фр. Anne Jean Marie René Savary, duc de Rovigo; 26 апреля 1774, Марк-э-Шевере, ныне Арденны — 2 июня 1833, Париж) — французский политический и военный деятель. Его старший брат, полковник Шарль Савари, погиб в 1806 году.

## Биография
Анн Жан Мари Рене Бей Савари участвовал в революционных войнах. В 1800 году был адъютантом генерала Дезе, а после его гибели 14 июня 1800 года – адъютантом и доверенным лицом генерала Бонапарта, который давал ему деликатные, хотя не всегда почётные поручения вроде тайных расследований. Савари обнаружил в этих делах большие способности и потому в 1802 году был назначен директором бюро тайной полиции.
В 1804 году раскрыл заговор Жоржа Кадудаля и Пишегрю и руководил как арестом герцога Энгиенского, так и судом над ним. Впоследствии (1823 год) Савари в особой брошюре «La catastrophe de M. le duc d’Enghien» (вошедшей потом в его мемуары) пытался взвалить всю ответственность на Талейрана, что произвело сильную сенсацию.
В 1805—1807 годах Савари в звании дивизионного генерала принимал участие в походах против Австрии, Пруссии и России. После Тильзитского мира Наполеон отправил его посланником в Петербург. Основной, хотя и неофициальной задачей жандармского генерала Савари было не допустить нового дворцового переворота наподобие погубившего 12(24) марта 1801 года императора Павла I, вызванного сближением последнего с Наполеоном. Однако в России, как один из виновников смерти герцога Энгиенского, Савари не мог пользоваться симпатиями и уже в ноябре 1807 года заменён Коленкуром.
В 1808 году Савари командовал корпусом в Испании.
В 1810 году Наполеон назначил его министром полиции на место Фуше; последний оказался для Наполеона слишком самостоятельным, между тем как Савари был покорным, искусным и жестоким исполнителем приказаний императора. Он сохранил портфель до падения Империи. Во время Ста дней Савари сделан пэром и главноначальствующим над жандармерией.
После повторного падения Наполеона Савари хотел сопровождать его на остров Св. Елены, но был взят в плен англичанами и поселён на острове Мальта. В 1816 году он бежал, в 1819 году добровольно явился в Париж и отдался в руки судебной власти; суд оправдал его по обвинению в убийстве герцога Энгиенского.
После революции 1830 года Савари был назначен главнокомандующим французских войск в Алжире, где действовал чрезвычайно энергично, много сделал для завоевания, колонизации и культивирования края, но обнаружил такую дикую жестокость, что в 1833 году был отозван.
Мемуары Савари представляют значительный интерес для истории Наполеоновского времени, хотя не безусловно достоверны; они написаны в духе восхвалении Наполеона, но автор чрезвычайно наивно рассказывает множество фактов, рисующих императора с очень некрасивой стороны.

## Образ в кино
- «Битва при Аустерлице» (Франция, Италия, Югославия, 1960) — актёр Рауль Бийре[фр.]